# Ісманінг (футбольний клуб)
«Ісма́нінг» (нім. «FC Ismaning») — німецький футбольний клуб з Мюнхена, передмістя Ісманінг. Заснований 1921 року.